# Chinino di Stato

Confezione del chinino di Stato italiano

Il chinino di Stato è stata la distribuzione a prezzi controllati e in tutti gli spacci di sali e tabacchi italiani di chinino prodotto nello stabilimento del Monopolio di Stato di Torino come mezzo per combattere la malaria.

## La situazione italiana
Negli ultimi decenni dell'Ottocento la malaria costituiva il maggior flagello di intere zone d'Italia. Soprattutto nelle regioni del Sud, ma anche in Emilia-Romagna e Veneto, tutte le zone pianeggianti italiane erano infestate da zone paludose e, connessa a esse, dalla malaria. Non solo nelle paludi pontine e nella Maremma, ma pressoché ovunque la situazione nei secoli era andata sempre peggiorando. Ormai si contava che due milioni di ettari di terreno produttivo rimaneva incolto e molti altri erano gli ettari che erano coltivati a costo di far ammalare pressoché tutti i lavoratori e i loro familiari.

## La scoperta del chinino
All'estero si era già trovato che il rimedio migliore dal punto di vista farmacologico era la somministrazione del chinino. Alcuni proprietari avveduti, come Anselmo Fortunato, fratello del meridionalista Giustino, riuscivano a procurarsi in una farmacia di Napoli la miracolosa medicina e la distribuivano ai propri lavoratori.

## L'affidamento aiMonopoli di stato
La prima idea di affidare all'Amministrazione autonoma dei monopoli di Stato il compito di curare la distribuzione del chinino nacque in un progetto del ministro delle finanze del Regno d'Italia Agostino Magliani (1878-1889). Nel 1895 Paolo Boselli, divenuto anch'esso ministro riprese il progetto, ma non si era ancora affermato chiaramente l'intento sociale del provvedimento, che veniva ancora inteso come un modo per lo Stato di procurarsi entrate.
Nel frattempo all'estero Ronald Ross e in Italia Giovanni Battista Grassi avevano definitivamente confermato il nesso tra paludi, zanzara anofele e malaria. La Società per gli studi della malaria si batté perché lo Stato si impegnasse a rendere disponibile in modo capillare il chinino, come operazione senza scopo di lucro e costituì in quegli anni una delle pochissime forme di intervento dello Stato a favore delle classi umili. In questa battaglia si distinsero Giustino Fortunato, Angelo Celli, Leopoldo Franchetti.

## La legislazione e i suoi effetti
La legge sul chinino di Stato fu approvata il 4 luglio 1895 grazie all'iniziativa parlamentare di Federico Garlanda.
A Leone Wollemborg si deve la legge "Provvedimenti per agevolare lo smercio del chinino" del 23 dicembre 1900.
Grazie a questi provvedimenti la mortalità a causa della malaria calò drasticamente, passando da circa 16000 vittime nel 1895 a 7838 decessi nel 1905.